# Strada statale 735 di Morano Calabro
La ex strada statale 735 di Morano Calabro (SS 735), ora nota come nuova strada ANAS 432 di Morano Calabro (NSA 432) era una strada statale italiana che collegava l'A2 Salerno-Reggio Calabria all'omonimo paese calabro.

## Percorso
La strada ha origine dallo svincolo di Morano Calabro sull'autostrada A2. Si presenta a carreggiata unica e il suo percorso è caratterizzato da un discreto dislivello che permette di raggiungere velocemente il paese di Morano Calabro, nei pressi del quale si innesta sul tracciato della ex strada statale 19 delle Calabrie.
Concepita all'interno delle opere di adeguamento dell'allora A3, nel 2015 ha ottenuto la classificazione quale strada statale col seguente itinerario "Svincolo di Morano Calabro-Castrovillari con l'A3 - Innesto con la S.P. n. 241 (km 40+000)", modificato poi nel corso del 2017 in "Svincolo di Morano Calabro-Castrovillari con l'A2 - Innesto con la S.P. n. 241 (km 40+000)" con l'istituzione dell'A2 Salerno-Reggio Calabria.
Nel 2018 la strada è stata infine declassata e provvisoriamente contrassegnata come nuova strada ANAS 432 di Morano Calabro (NSA 432).